# James John Collins
James John Collins (* 30. Oktober 1900 in Abbeyfeale, County Limerick; † 1. September 1967) war ein Kämpfer der Irish Volunteers und ein irischer Politiker der Fianna Fáil. Von 1948 bis zu seinem Tod 1967 war er Teachta Dála (Abgeordneter) im Dáil Éireann, dem irischen Unterhaus des Oireachtas.

## Biografie
Collins trat 1915 den Irish Volunteers bei. Während des Irischen Unabhängigkeitskriegs war er Kämpfer in der West Limerick Brigade der IRA. Er führte das Kommando an, das nach Abschluss des Anglo-Irischen Vertrages die Kaserne der Royal Irish Constabulary in Newcastle West besetzte. Im irischen Bürgerkrieg wurde er im September 1922 inhaftiert, konnte aber fliehen. Im Dezember 1922 wurde er erneut verhaftet und im März 1923 entweichen. Er tauchte bis Mai 1924 unter.
Danach arbeitete er als Landwirt und für den Limerick County Council als Pachteintreiber. Er gehörte zu den Gründungsmitgliedern der Fianna Fáil.
Er kandidierte 1948 bei den Wahlen zum Dáil im Wahlkreis Limerick West und konnte die nachfolgenden Wahlen 1951, 1954, 1957, 1961 und 1965 für sich entscheiden und den Sitz im Dáil verteidigen.
Er war seit 1930 mit Margaret verheiratet und hatte mit ihr fünf Kinder, darunter seine Söhne Gerry und Michael Collins. Beide waren ebenfalls Teachta Dála. Gerry wurde nach dem Tod von James 1967 nachgewählt und später Außenminister der Republik Irland.
James Collins Enkel Niall Collins ist ebenfalls Teachta Dála und Staatsminister.